# Klub Piłkarski Górnik Wałbrzych
Il Klub Piłkarski Górnik Wałbrzych, meglio noto come Górnik Wałbrzych, è una squadra di calcio con sede a Wałbrzych. Negli anni 1980 ha disputato sei stagioni nella massima serie polacca.

## Storia
La squadra venne fondata il 22 marzo 1946 come rappresentativa della locale industria estrattiva. Negli anni immediatamente seguenti la squadra assorbì numerose piccole squadre locali, divenendo la più importante squadra locale e accedendo alla serie cadetta polacca. Nel 1955 raggiunge la semifinale della coppa di Polonia, persa contro il Lechia Danzica.
Il Górnik Wałbrzych si barcamenò tra seconda e terza serie sino agli anni 1980, riuscendo infine a ottenere la promozione al termine della II liga 1982-1983, chiusa al primo posto. La rosa della squadra era composta da: Ryszard Walusiak, Ryszard Zięba, Sławomir Majewski, Benedykt Bylicki, Jerzy Jowik, Ryszard Spaczyński, Waldemar Sysiak, Andrzej Wójcik, Grzegorz Drygalski, Mirosław Gniewek, Marian Kowalski, Michel Nykiel, Roman Pełka, Mirosław Rusiecki, Leszek Spaczyński, Krzysztof Truszczyński, Leszek Kosowski, Gerard Śpiewak, Leszek Rycek e Gerard Sobek. L'allenatore era Horst Panic, assistito da Zenon Zaczyński. Nella stagione 1983-1984 la squadra ottenne il sesto posto nella massima serie polacca, dopo aver chiuso in testa l'autunno. L'attaccante Włodzimierz Ciołek fu capocannoniere del torneo con 14 reti. Il Górnik Wałbrzych, dopo l'ottavo posto nella I liga 1984-1985, bissò il sesto posto nella stagione 1985-1986: questi due piazzamenti furono l'apice raggiunto dalla squadra nel campionato polacco. La squadra retrocesse in cadetteria al termine della I liga 1988-1989.
A causa della crisi del settore minerario per la città di Wałbrzych fu impossibile mantenere due squadre a buoni livelli e nel 1992 si giunse alla fusione con i rivali dello Zagłębie Wałbrzych, divenendo così il KP Wałbrzych. Nel 1997 torna a chiamarsi Górnik Wałbrzych. Nel 2001 la squadra fallisce e deve ripartire dalle categorie inferiori, assumendo nel 2002 la denominazione Górnik/Zagłębie Wałbrzych. Tornò alla denominazione originaria nel 2008, benché nel 2006 fosse stato già rifondato lo Zaglebie. 
Nel 2019 una nuova crisi costringe il club a ripartire dalle serie inferiori.